# 125e méridien est
En géographie, le 125e méridien est est le méridien joignant les points de la surface de la Terre dont la longitude est égale à 125° est.

## Géographie

### Dimensions
Comme tous les autres méridiens, la longueur du 125e méridien correspond à une demi-circonférence terrestre, soit 20 003,932 km. Au niveau de l'équateur, il est distant du méridien de Greenwich de 13 915 km,.
Avec le 55e méridien ouest, il forme un grand cercle passant par les pôles géographiques terrestres.

### Régions traversées
En commençant par le pôle Nord et descendant vers le sud au pôle Sud, Le 125e méridien est passe par:
| Coordonnées           | Pays, territoire ou mer | Notes |
| --------------------- | ----------------------- | --- |
| 90° 00′ N, 125° 00′ E | Océan Arctique          | |
| 77° 48′ N, 125° 00′ E | Mer de Laptev           | |
| 73° 40′ N, 125° 00′ E | Russie                  | République de Sakha — Îles du delta de la Lena et le continent Oblast de l'Amour — à partir de 55° 52′ N, 125° 00′ E                                                                                         |
| 53° 12′ N, 125° 00′ E | Chine                   | Heilongjiang Mongolie Intérieure — à partir de 51° 32′ N, 125° 00′ E Heilongjiang — à partir de 49° 11′ N, 125° 00′ E Jilin — à partir de 45° 29′ N, 125° 00′ E Liaoning — à partir de 42° 35′ N, 125° 00′ E |
| 40° 28′ N, 125° 00′ E | Corée du Nord           | |
| 39° 38′ N, 125° 00′ E | Mer Jaune               | Golfe de Corée |
| 38° 39′ N, 125° 00′ E | Corée du Nord           | Île de Sok-do et le continent |
| 38° 04′ N, 125° 00′ E | Mer Jaune               | |
| 37° 57′ N, 125° 00′ E | Corée du Nord           | |
| 37° 55′ N, 125° 00′ E | Mer Jaune               | |
| 37° 49′ N, 125° 00′ E | Corée du Nord           | Île de Kirin-do |
| 37° 47′ N, 125° 00′ E | Mer Jaune               | Passe juste à l'ouest de l'île de Gageodo, Corée du Sud (à 34° 04′ N, 125° 05′ E) |
| 33° 17′ N, 125° 00′ E | Mer de Chine orientale  | Passe juste à l'ouest de l'île de Shimoji-jima, Japon (à 24° 49′ N, 125° 08′ E) Passe juste à l'est de l'île de Takara-jima, Japon (à 24° 39′ N, 124° 43′ E)                                                 |
| 24° 40′ N, 125° 00′ E | Océan Pacifique         | Mer des Philippines |
| 12° 40′ N, 125° 00′ E | Philippines             | Îles de Samar et Leyte |
| 10° 23′ N, 125° 00′ E | Baie de Sogod (en)      | |
| 10° 10′ N, 125° 00′ E | Philippines             | Île de Leyte |
| 10° 02′ N, 125° 00′ E | Mer de Bohol            | |
| 8° 56′ N, 125° 00′ E  | Philippines             | Île de Mindanao |
| 5° 52′ N, 125° 00′ E  | Mer de Célèbes          | |
| 1° 45′ N, 125° 00′ E  | Indonésie               | Île de Sulawesi |
| 1° 07′ N, 125° 00′ E  | Mer des Moluques        | |
| 1° 44′ S, 125° 00′ E  | Indonésie               | Île de Taliabu |
| 1° 57′ S, 125° 00′ E  | Mer de Banda            | |
| 8° 10′ S, 125° 00′ E  | Indonésie               | Île de Alor |
| 8° 21′ S, 125° 00′ E  | Mer de Savu             | |
| 8° 54′ S, 125° 00′ E  | Timor oriental          | Île de Timor |
| 9° 02′ S, 125° 00′ E  | Indonésie               | Île de Timor |
| 9° 12′ S, 125° 00′ E  | Timor oriental          | Île de Timor |
| 9° 17′ S, 125° 00′ E  | Indonésie               | Île de Timor |
| 9° 32′ S, 125° 00′ E  | Mer de Timor            | |
| 12° 26′ S, 125° 00′ E | Océan indien            | |
| 15° 06′ S, 125° 00′ E | Australie               | Australie-Occidentale — les Îles Maret et le continent |
| 32° 46′ S, 125° 00′ E | Océan indien            | Les autorités australiennes considèrent cette zone comme partie de l'Océan Austral, |
| 60° 00′ S, 125° 00′ E | Océan Austral           | |
| 66° 17′ S, 125° 00′ E | Antarctique             | Territoire antarctique australien, Territoires revendiqués par l' Australie |